# Meubelmaker

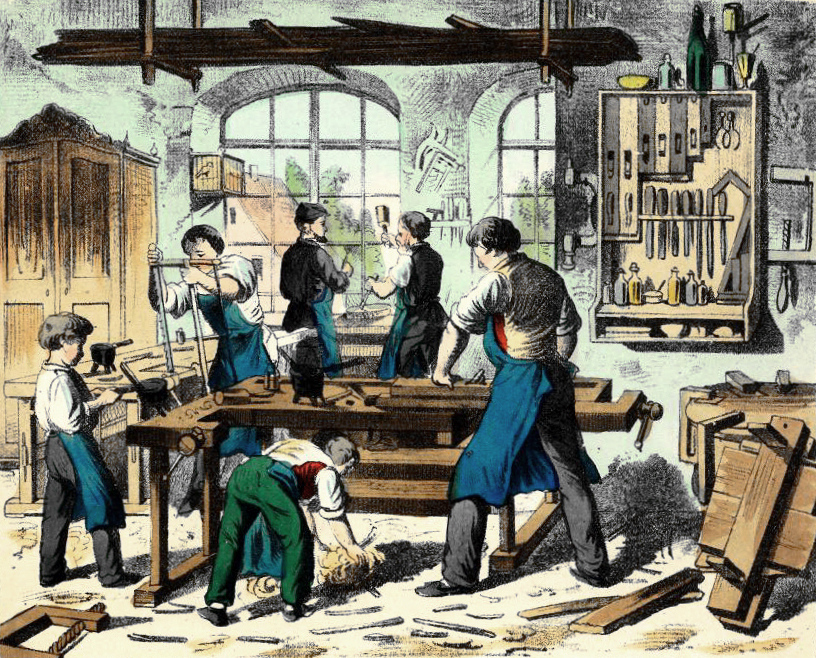
Een meubelmakerij rond 1880

Een meubelmaker of schrijnwerker is iemand die een opleiding meubelmaken heeft gevolgd en in staat is meubelen te vervaardigen. Het beroep wordt gerekend tot de bouwvakken.
Een meubelmaker is onder andere in staat om uit hout, afgewerkte meubels te maken. Veel soorten meubels kunnen worden gemaakt door meubelmakers, stijlmeubels en moderne meubels, tafels, stoelen, kasten, bedden, maar ook keukens, inbouwkasten en lambriseringen. Vele technieken worden gebruikt zoals houtsnijden of inlegwerk. Vele bewerkings- en afwerkingstechnieken in verschillende materialen, vooral hout, (massief hout en plaatmaterialen) maar ook metalen en kunststoffen. Het beroep meubelmaker is dan ook zeer divers.
Een van de belangrijkste technieken van de meubelmaker is de houtbewerking.
Personen die de opleiding meubelmaken hebben gevolgd zijn veelal werkzaam voor meubelmakers of meubelfabrieken, maar worden ook vaak gevraagd in de botenindustrie voor het afwerken van nieuw te bouwen luxe boten. Daarnaast zijn meubelmakers te vinden in de orgelbouw.